# Grafton (miasto w stanie Wisconsin)
Grafton – miasto w Stanach Zjednoczonych, w stanie Wisconsin, w hrabstwie Ozaukee.